# Santiago Lanzuela Marina
Santiago Lanzuela Marina (ur. 27 września 1948 w Teruel, zm. 16 kwietnia 2020 w Madrycie) – hiszpański polityk, ekonomista, urzędnik państwowy i samorządowiec, działacz Partii Ludowej, parlamentarzysta, w latach 1995–1999 prezydent Aragonii.

## Życiorys
Absolwent studiów ekonomicznych na Universidad de Valencia, do 1973 pracował jako nauczyciel akademicki na tej uczelni. Od 1974 zatrudniony w administracji państwowej, m.in. zajmował się programami współpracy międzynarodowej (jako dyrektor w ministerstwie pracy). Od 1987 był dyrektorem w państwowej inspekcji zajmującej się ochroną dziedzictwa narodowego.
Pod koniec lat 80. zaangażował się w działalność polityczną w ramach Sojuszu Ludowego i następnie Partii Ludowej. W latach 1989–1993 zajmował stanowisko wchodził w skład rządu wspólnoty autonomicznej Aragonii, odpowiadając w nim za ekonomię i finanse. Od 1991 do 1999 był posłem do kortezów aragońskich. W latach 1995–1999 sprawował urząd prezydenta Aragonii. Pomimo zwycięstwa ludowców w kolejnych wyborach nie uzyskał reelekcji z uwagi na postawę Partii Aragońskiej, która odmówiła odnowienia koalicji.
Od 1999 do 2000 wchodził w skład Senatu. Następnie do 2014 był posłem do Kongresu Deputowanych VII, VIII, IX i X kadencji. Złożył mandat w związku z powołaniem w skład rady dyrektorów przedsiębiorstwa Red Eléctrica de España, hiszpańskiego operatora systemu przesyłowego.
Zmarł na skutek COVID-19 w okresie światowej pandemii tej choroby.